# MarcoPolo-R
MarcoPolo-R est un projet de mission de l'Agence spatiale européenne (ESA) qui a pour objectif de ramener un échantillon du sol d'un astéroïde géocroiseur dont l'orbite croise périodiquement celle de la Terre. La cible retenue est un astéroïde géocroiseur à faible albédo, donc primitif, qui peut être (175706) 1996 FG3. La sonde d'environ 3 tonnes emporte quelques instruments scientifiques, un système de prélèvement d'échantillon et de manière optionnelle un petit atterrisseur comprenant quelques instruments scientifiques fonctionnant in situ. Le déroulement de la mission comprend une phase de transit de plusieurs années avec recours à l'assistance gravitationnelle de la Terre et de Vénus, un séjour sur place de plusieurs mois pour déterminer les sites propices au prélèvement, étudier l'astéroïde et réaliser les prélèvements du sol et enfin une phase de retour de la capsule d'échantillon qui dans le scénario nominal revient sur Terre environ 8 ans après son lancement.
MarcoPolo-R est une des cinq missions scientifiques de taille moyenne (classe M) présélectionnées dans le cadre du programme Cosmic Vision pour le lancement M3 planifié en 2022. Mais le projet n'est pas retenu lors de la sélection finale en février 2014 qui aboutit au choix de PLATO.

## Objectifs
Les astéroïdes sont les témoins de la période initiale de formation du Système solaire à partir du nuage de gaz originel. Contrairement aux planètes, les astéroïdes ne subissent aucun processus de réchauffement interne et on considère généralement que leur composition reflète celle de la matière présente dans le disque protoplanétaire et des éléments qui contribue à former celui-ci.
MarcoPolo-R a pour objectif principal de ramener des échantillons du sol d'un astéroïde. Les objectifs scientifiques associés sont les suivants :
- déterminer les processus à l'œuvre au début de la formation du Système solaire qui accompagne la formation des planètes.
- identifier les caractéristiques physiques des matériaux utilisés pour la formation des planètes ainsi que l'évolution des propriétés.
- déterminer la nature et l'origine des matériaux organiques présents dans les astéroïdes les plus primitifs. Déterminer dans quelle mesure ils peuvent contribuer à la formation des molécules nécessaires à l'apparition de la vie.

## Sélection de l'astéroïde
La cible retenue est un astéroïde géocroiseur, c'est-à-dire dont l'orbite croise périodiquement celle de la Terre. Une mission vers ce type d'astéroïde nécessite un lanceur moins puissant et donc moins coûteux. Le type d'astéroïde à bas albédo c'est-à-dire de type B, C, D, P ou T regroupe les astéroïdes les plus primitifs. L'astéroïde visé, (175706) 1996 FG3, est un astéroïde binaire. Cette sous-catégorie, qui représente 15 % des astéroïdes géocroiseurs, présente l'intérêt de fournir des informations sur l'évolution du corps céleste. L'astéroïde 1996 FG3 est un astéroïde d'environ 1,4 km de diamètre de type C. 

## Déroulement de la mission
Le scénario proposé pour la mission de MarcoPolo-R consiste à lancer sur une orbite de transfert géostationnaire la sonde depuis le Centre Spatial Guyanais à Kourou à l'aide d'un lanceur Soyouz. Le module de propulsion de la sonde prend alors le relais pour l'injecter sur une trajectoire interplanétaire. Après un transit de quelques années avec recours à l'assistance gravitationnelle de Vénus et de la Terre, la sonde arrive à proximité de l'astéroïde et largue le module de propulsion. L'approche se fait en plusieurs étapes pour effectuer une cartographie, réaliser des expériences scientifiques et identifier des sites d'atterrissage. Ensuite, l'atterrissage est réalisé, suivi du prélèvement d'échantillons. La sonde redécolle, effectue éventuellement d'autres observations scientifiques à distance puis entame le trajet de retour. Le séjour près de l'astéroïde aura duré de 4 à 16 mois (9 mois dans le scénario nominal). Le voyage de retour peut inclure une assistance gravitationnelle de Vénus. La capsule atmosphérique effectue une rentrée atmosphérique environ 8 ans après le lancement et atterrit sans parachute dans le polygone américain déjà utilisé à plusieurs reprises à cet effet.

## Caractéristiques de la sonde spatiale
La sonde spatiale, d'une masse d'environ 3 tonnes, comprend la sonde scientifique proprement dite et un module de propulsion à deux étages : le premier étage capable de fournir un Delta-v de 2,8 km/s est utilisé pour placer la sonde sur sa trajectoire interplanétaire puis effectuer les corrections sur le trajet aller : le second étage fournissant un Delta-v de 0,5 km/s est chargé des manœuvres à proximité de l'astéroïde ainsi que de la propulsion durant la phase de retour.
La sonde scientifique est alimentée en énergie par des panneaux solaires d'une superficie d'environ 10 m2. La plateforme est stabilisée sur 3 axes et son orientation est déterminée puis contrôlée de manière classique par un ensemble de roues de réaction, une centrale à inertie, des senseurs solaires et stellaires. La sonde embarque un nombre réduit d'instruments scientifiques tous dérivés d'instruments embarqués sur d'autres sondes spatiales pour à la fois limiter les coûts et les risques ainsi qu'il est préconisé dans le cahier des charges des missions de type M :
- un ensemble de caméras avec des objectifs grand angle, téléobjectif et macro.
- deux spectromètres proche et moyen infrarouge.
- un analyseur de particules neutres.

La charge utile peut également comprendre un petit atterrisseur d'une masse de 10 kg comportant un spectromètre de masse laser, un microscope infrarouge visible, une caméra, un radar, une sonde thermique et un sismomètre.
Il est prévu que la sonde se pose sur le sol de l'astéroïde sur ses trois pieds comprenant des amortisseurs. Différentes méthodes sont envisagées pour recueillir les échantillons de sol dont la masse totale est comprise entre 0,35 kg et 2,1 kg en fonction de la densité du matériau recueilli. La solution préconisée est le tir d'une petite charge explosive et le recueil des débris en suspension par un système de brosses/aspirateur. La capsule contenant l'échantillon qui doit revenir sur Terre est un développement de la NASA pour la future mission de retour d'échantillon de Mars. Elle a un diamètre d'environ 90 cm et une masse de 33 kg, est dépourvue de parachute mais comprend une balise radio utilisée pour faciliter son repérage à son retour sur Terre.

## Historique du projet
MarcoPolo-R, baptisée à l'époque Marco Polo, est une des missions non retenues en 2010 lors de la première sélection (M1) des missions de taille moyenne (classe M) proposée dans le cadre du programme de l'Agence spatiale européenne Cosmic Vision. Non retenu, le projet est de nouveau soumis pour la troisième mission de cette catégorie (M3) dont le lancement est planifié pour 2022. Des études industrielles détaillées sont réalisées en 2012. MarcoPolo-R fait partie avec EChO, LOFT, PLATO et STE-QUEST des projets présélectionnés. Le 19 février 2014, le comité du programme scientifique de l'Agence spatiale européenne sélectionne la mission PLATO pour un lancement en 2024 ce qui entraîne l'arrêt du projet MarcoPolo-R ,.